# شهرستان اوغوز
شهرستان اوغوز (به لاتین: Oğuz) نام شهرستانی در جمهوری آذربایجان است.